# Pseudomicrodes ochrocraspis
Pseudomicrodes ochrocraspis är en fjärilsart som beskrevs av George Francis Hampson 1910. Pseudomicrodes ochrocraspis ingår i släktet Pseudomicrodes och familjen nattflyn. Inga underarter finns listade.